# 岚天乡
岚天乡，是中华人民共和国重庆市城口县下辖的一个乡镇级行政单位。

## 行政区划
岚天乡下辖以下地区：
星月村、岚溪村、红岸村和三河村。